# Sextus Julius Caesar (consul en 157 av. J.-C.)
Pour les articles homonymes, voir Iulius Caesar.
Sextus Julius Caesar est un homme d'État romain et le premier membre des Iulii à détenir le consulat en 157 AEC,.

## Famille
Wilhelm Drumann suppose qu'il est le fils de Sextus Julius Caesar, l'un des tribuns militaires de 181 AEC, et, par conséquent, l'arrière petit-fils d'un autre Sextus Julius Caesar, préteur en 208 av,. Cependant, des études plus récentes ont conclu que le tribun militaire et le consul étaient la même personne et que son père était le préteur de 208.
Sextus, avait au moins un frère, Lucius, préteur en 183 av. J.-C., et probablement un second, Caius, sénateur et arrière-grand-père de Caius Julius Caesar, le dictateur. Il a eu deux fils : Sextus, qui est préteur urbain en 123 AEC, et Lucius, grand-père de Lucius Jules César, consul en 90 AEC et de Caius Julius César Strabo,.

## Carrière
En 181 AEC., Sextus est tribun militaire sous le commandement de Lucius Aemilius Paullus Macedonicus, proconsul de Ligurie,. En 170, il est envoyé comme Légat en Thrace afin de rendre la liberté aux habitants d' Abdera mais aussi rechercher et libérer ceux qui ont été réduits en esclavage,,. 
En 165, Sextus est édile curule. Aux Jeux mégalésiens, lui et son collègue, Cnaeus Cornelius Dolabella, ont donné la première présentation infructueuse de la comédie de Terence, Hecyra,. Avant 160 AEC, Sextus a également été  préteur, sans certitude sur l'année exacte. 
En 157 AEC, Sextus devient le premier des Iulii Caesares à obtenir le consulat. Son collègue est Lucius Aurelius Orestes,,,. Leur année de mandat s'est déroulée sans fait marquant, si ce n'est la visite d'Ariarathes, ancien roi de Cappadoce, déposé l'année précédente, venu à Rome pour chercher un soutien en faveur se restauration. Sextus est nommé comme témoin d'un décret du sénat au peuple de Tibur.
Dix ans après son consulat, en 147 av. J.-C., son collègue Oreste est envoyé comme ambassadeur pour arbitrer un différend entre la Ligue achéenne et les Lacédémoniens. Suivant les instructions du sénat, il exige la libération de plusieurs cités importantes de la Ligue, entraînant des émeutes à Corinthe et une attaque contre les ambassadeurs. En réponse, son ancien collègue, Sextus, est dépêché à la tête d'une seconde délégation avec pour instructions de censurer les Achéens et de poursuivre la négociation du différend. La tentative de Sextus de résoudre le différend échoue à la suite de l'intervention du stratège achéen Critolaus,,. L'année suivante, la guerre est déclarée, la ligue achéenne est officiellement dissoute et la majeure partie de la Grèce continentale est incorporée à la République romaine,.

## Voir également
- Iulia Gens

## Les références
1. 1 2 3 4 5 6  Dictionary of Greek and Roman Biography and Mythology, vol. I, p. 536-537.
2. 1 2 3  Broughton, vol. I. p. 446, 447.
3. 1 2  Drumann, p. 113.
4. ↑  Tite-Live, XL. 27.
5. ↑  Broughton, vol. I. p. 385.
6. ↑  Tite-Live, XLIII, 4.
7. ↑  Broughton, vol. I, p. 421.
8. ↑  Broughton, vol. I, p. 438.
9. ↑  Fasti Capitolini.
10. ↑  Pline l'Ancien, XXXIII, 17 s. 55.
11. ↑  Polybe, XXXII, 5 s. 10.
12. ↑  Corpus Inscriptionum Latinarum, I2. 2.586.
13. ↑  Polybe, XXXVIII, 9–10.
14. ↑  Cassius Dio, fragmentum 72.
15. ↑  Broughton, vol. I, p. 465.
16. ↑  Broughton, vol. I, p. 466.
17. ↑  Cambridge Ancient History, vol. VIII2. p. 322.